# ひかりのディスコ
『ひかりのディスコ』は、2021年6月4日にワーナーミュージック・ジャパンより発売されたCAPSULEのデジタルシングルである。

## 背景
本作は、2015年2月18日に発売されたアルバム『WAVE RUNNER』や、同年9月2日に発売されたリパッケージアルバム『WAVE RUNNER(DELUXE EDITION)』以来、約6年ぶりに発売されたCAPSULEの作品である。また、日本語で曲名が付いたのは、リミックスなどを除いて、「空飛ぶ都市計画」、「グライダー」など以来16年ぶりとなる。

## プロモーションについて

### Twitterでのアンケート
本作発売の2日前となる2021年6月2日にワーナーミュージック・ジャパンのTwitterアカウントにてアンケートが配信された。そのアンケートに答えると、「ひかりのディスコ」の試聴用音源を聴くことができる。アンケートの内容は、「最初に買った音楽のメディアは何か」である。

### YouTubeでの全アルバム楽曲の12時間ライブ配信
本作発売の12時間前となる、日本時間2021年6月3日正午から、CAPSULEの公式YouTubeチャンネルにて、CAPSULE（旧 capsule）の全アルバムが連続配信された。なお、アルバムの初回限定版ディスクに収録されている楽曲や、iTunes Store限定のボーナストラック、リパッケージアルバムにのみ収録されている楽曲や、ベストアルバムにのみ収録されている楽曲については、配信されなかった。

### Twitterでの楽曲シェアキャンペーン
発売日の日本時間6月4日0時から、同月17日23時59分までの2週間、対象となっていた音楽配信サービスのTwitterの楽曲シェア機能を使用して、ハッシュタグ「#ひかりのディスコCP」を入力して投稿した者の中から抽選で50人に、本作のミュージックビデオやジャケット、のちに公開された、次作『フューチャー・ウェイヴ』のミュージックビデオでも使用されている「ひかりのディスコ」のカセットテープが贈呈された。テープの収録内容は以下の通りである。
| #  | タイトル             | 作詞 | 作曲・編曲 | 時間 |
| -- | -------------------- | ---- | ---------- | ---- |
| 1. | 「ひかりのディスコ」 |      |            | 5:24 |

| #  | タイトル                                  | 作詞 | 作曲・編曲 | 時間 |
| -- | ----------------------------------------- | ---- | ---------- | ---- |
| 1. | 「ひかりのディスコ (オリジナルカラオケ)」 |      |            | 5:24 |

B1.「ひかりのディスコ (オリジナルカラオケ)」はのちに、アルバム『メトロパルス』の初回限定版ディスクに「ひかりのディスコ (Instrumental)」として収録された。なお、このカセットテープは、ボーカルパートのあるCAPSULE（旧 capsule）の楽曲で、インストゥルメンタル音源がメディアに収録されて発信された初の例である。

### Instagramでの楽曲シェアキャンペーン
Instagramに、CAPSULEオリジナルARフィルター「CAPSULE Glass」が配信され、それを使って日本時間2021年6月18日18時から7月1日23時59分までに「ひかりのディスコ」の楽曲シェアのストーリーズ投稿をした者の中から抽選で50人に、「CAPSULE 20th 限定ステッカー」が贈呈された。

## 楽曲について
ひかりのディスコ
作詞・作曲・編曲：中田ヤスタカ
- アニメ映画『シドニアの騎士 あいつむぐほし』主題歌